# Neopodoctis taprobanicus
Neopodoctis taprobanicus – gatunek kosarza z podrzędu Laniatores i rodziny Podoctidae.

## Występowanie
Gatunek endemiczny dla Sri Lanki.